# BVES
BVES (англ. Blood vessel epicardial substance) – білок, який кодується однойменним геном, розташованим у людей на короткому плечі 6-ї хромосоми. Довжина поліпептидного ланцюга білка становить 360 амінокислот, а молекулярна маса — 41 451.
| 10         |  | 20         |  | 30         |  | 40         |  | 50         |
| ---------- |  | ---------- |  | ---------- |  | ---------- |  | ---------- |
| MNYTESSPLR |  | ESTAIGFTPE |  | LESIIPVPSN |  | KTTCENWREI |  | HHLVFHVANI |
| CFAVGLVIPT |  | TLHLHMIFLR |  | GMLTLGCTLY |  | IVWATLYRCA |  | LDIMIWNSVF |
| LGVNILHLSY |  | LLYKKRPVKI |  | EKELSGMYRR |  | LFEPLRVPPD |  | LFRRLTGQFC |
| MIQTLKKGQT |  | YAAEDKTSVD |  | DRLSILLKGK |  | MKVSYRGHFL |  | HNIYPCAFID |
| SPEFRSTQMH |  | KGEKFQVTII |  | ADDNCRFLCW |  | SRERLTYFLE |  | SEPFLYEIFR |
| YLIGKDITNK |  | LYSLNDPTLN |  | DKKAKKLEHQ |  | LSLCTQISML |  | EMRNSIASSS |
| DSDDGLHQFL |  | RGTSSMSSLH |  | VSSPHQRASA |  | KMKPIEEGAE |  | DDDDVFEPAS |
| PNTLKVHQLP |  |            |  |            |  |            |  |            |

A: Аланін

C: Цистеїн

D: Аспарагінова кислота

E: Глутамінова кислота

F: Фенілаланін

G: Гліцин

H: Гістидин

I: Ізолейцин

K: Лізин

L: Лейцин

M: Метіонін

N: Аспарагін

P: Пролін

Q: Глутамін

R: Аргінін

S: Серин

T: Треонін

V: Валін

W: Триптофан

Кодований геном білок за функціями належить до білків розвитку, фосфопротеїнів. 
Задіяний у такому біологічному процесі, як клітинна адгезія. 
Білок має сайт для зв'язування з нуклеотидами. 
Локалізований у клітинній мембрані, мембрані, клітинних контактах, щільних контактах.